# マイクロ波式車両感知器
マイクロ波式車両感知器(マイクロはしき しゃりょうかんちき)は、マイクロ波を利用し、車両や走行速度を検知する機器。

## 路上での利用方法
道路上では交通情報の収集のために利用され、自動速度違反取締装置の手前に設置されている速度警告板と速度検知器の検知器として利用されているケースもある。